# Mathilde Tantot
Mathilde Tantot (* 29. Dezember 1994, in Bordeaux, Frankreich) ist eine französisch-persische Influencerin, Unternehmerin, Model und Schauspielerin. Sie besitzt die französische Staatsangehörigkeit und ist zusammen mit ihrer Zwillingsschwester Pauline Tantot (ebenfalls Model und Instagram-Star) Mitgründerin der Bademoden-Marke Khassani Swimwear.

## Karriere
Tantot wollte schon sehr früh Schauspielerin werden und besuchte eine örtliche weiterführende Schule. Nach ihrer Immatrikulation im Jahre 2012 entschied sie sich jedoch, auf einen College-Abschluss zu verzichten und sich voll auf ihre Internet-Karriere zu konzentrieren. Auf ihrem Instagram-Kanal, der mittlerweile 10,3 Millionen Abonnenten (Stand November 2021) zählt, teilt sie Fotos von sich, auf denen sie oft leicht oder gar nicht bekleidet ist. Tantot ist oder war auch auf Twitter, Onlyfans sowie in der Vergangenheit auf TikTok vertreten. Auf der Liste der erfolgreichsten Instagram-Influencer in Frankreich belegt sie aktuell Platz 18, in der Gesamtwertung von 2021 Platz 9 (beides: Stand April 2021). In der Kategorie Modeling erreicht dort zurzeit nur Emily Ratajkowski ein höheres Ranking.
2018 wirkten Mathilde und Pauline in einem Videoclip des französischen House-Musikers DJ Noyz mit. Der breiten Öffentlichkeit und den Medien wurden die Schwestern Tantot in Frankreich vor allem nach einer Einladung auf die Geburtstagsparty von Neymar 2019 bekannt. Im selben Jahr hatten sie unter der Regie von Guillaume Canet einen gemeinsamen Auftritt in der Komödie Nous finirons ensemble, der Fortsetzung von Kleine wahre Lügen.
2016 gründete sie zusammen mit ihrer Schwester Pauline und einer Freundin die Bademoden-Marke Khassani Swimwear. Ihrer Bademode-Kollektionen trägt sie oft auf ihren Instagram-Beiträgen. Im Oktober 2020 wurde ihr Nettovermögen auf über 2 Millionen US-Dollar geschätzt.

## Filmografie
- 2019: Nous finirons ensemble
- 2019: De quoi j’me mêle! (Talkshow-Gast)[2]